# Breakers
Breakers ist ein Science-Fiction-Textadventure, das 1986 vom US-amerikanischen Studio Synapse Software entwickelt und vom Publisher Brøderbund für verschiedene Heimcomputer sowie DOS-Rechner veröffentlicht wurde.

## Handlung
Dem Planeten Borg droht eine kosmische Katastrophe in Form einer Kollision mit einem mysteriösen, mit wissenschaftlichen Methoden nicht nachweisbaren Zwillingsplaneten. Die Kollision ereignet sich in regelmäßigen, langen Zeitabständen und stellt für die Bewohner des Planeten, die friedfertigen, telepathisch begabten Lau, eine Art Reinigung des Planeten dar. Damit die Lau die Kollision überleben, müssen sie ein Ritual durchführen, das einer eingeweihten Gruppe überliefert wurde und mehrere „Elemente“ genannte Artefakte erfordert. Die sieben Lau, die das Ritual durchführen sollen, werden von Breakers überfallen, intergalaktischen Schmugglern, deren Hauptquartier in einem unzugänglichen Gebiet auf Borg liegt und die ihre Geschäfte über eine von der Firma United Mining Combine betriebenen, technisch veralteten Handelsraumstation im Orbit von Borg abwickeln. Die Breakers töten sechs der sieben Lau, werden dann aber von einem Kampfverband der „Gaks“, der Sicherheitskräfte der United Mining Combine, überrascht. Im Verlauf der Kampfhandlungen verliert der überlebende siebte Lau das Bewusstsein und erwacht auf der Raumstation im Orbit. Dort wird er von den Gaks für einen Breaker gehalten; die auf der Station isolierten Breakers halten ihn ebenfalls für einen der ihren. Der Spieler übernimmt ab diesem Zeitpunkt die Rolle des siebten Lau. Er muss sich zunächst in das soziale Geflecht der Bewohner der Raumstation einarbeiten, Partei in einem Streit zwischen verfeindeten Schmugglern ergreifen und Fälle von Drogen- und Menschenhandel aufdecken. Der Spieler muss sich auch mit der Frage befassen, weshalb United Mining Combine unter teils hoher Geheimhaltung die Raumstation im Orbit von Borg betreibt, obwohl dort alle Rohstoffvorkommen bereits ausgebeutet sind. Schließliches Ziel des Spiels ist es, die „Elemente“ zu bergen, zum Planeten Borg zurückzugelangen und dort das Ritual erfolgreich durchzuführen.

## Spielprinzip und Technik

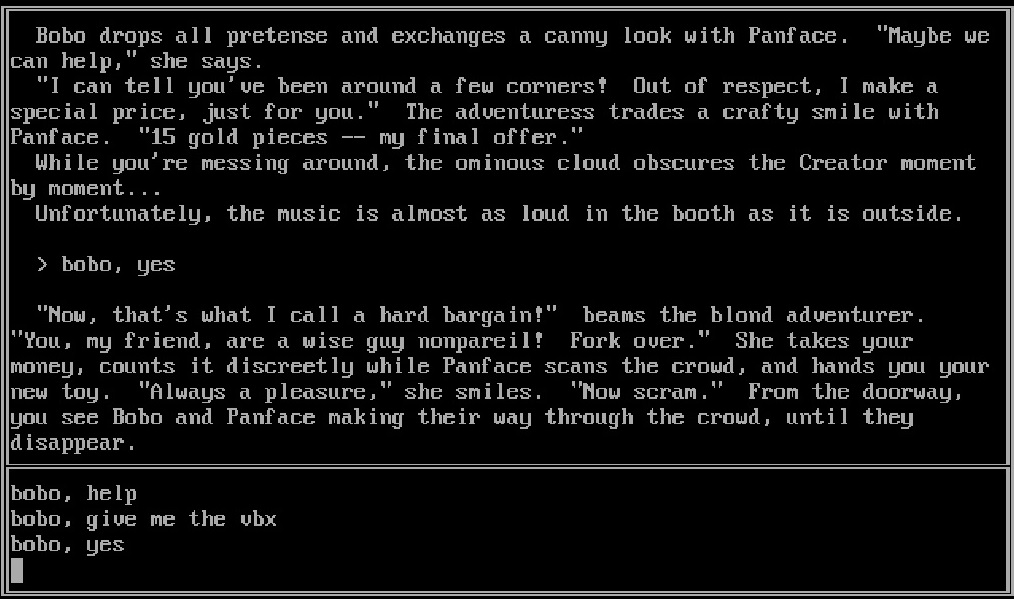
Spielszene

Breakers ist ein Textadventure, das heißt, Umgebung und Geschehnisse werden als Bildschirmtext ausgegeben und die Visualisierung obliegt zum größten Teil der Fantasie des Spielers. Die Steuerung der Spielfigur erfolgt über Befehle, die der Spieler mittels der Tastatur eingibt und die von einem Parser abgearbeitet werden. Die Befehle sind in natürlicher Sprache gehalten und lassen den Spielcharakter mit seiner Umwelt interagieren. Der Spieler kann sich so durch die Spielwelt bewegen, Gegenstände finden, sie auf die Umgebung oder andere Gegenstände anwenden und mit NPCs kommunizieren. Mit fortschreitendem Handlungsverlauf werden weitere Orte der Spielwelt freigeschaltet.
Breakers nutzt wie die Vorgänger Brimstone, Essex und Mindwheel die Engine BTZ („Better Than Zork“), die von den Programmierern William Mataga und Steve Hales entwickelt worden war. Eine Kennziffer für die Qualität eines Parsers ist die Anzahl verstandener Wörter. Der Parser von Breakers versteht etwa 1200 Wörter und damit fast doppelt so viele wie das Spiel Zork des konkurrierenden Entwicklers Infocom. Zork erschien jedoch bereits 1980, während der Parser des von Infocom etwa zeitgleich mit Breakers veröffentlichten Trinity über 2100 Wörter verstand. Brøderbund warb damit, dass Breakers ein Echtzeit-Spiel sei, in dem Dinge passierten, auch wenn der Spieler keine Eingabe tätigte. Im Gegensatz zu Trinity, bei dem sich die Handlung auch ohne Zutun des Spielers entwickelte, simulierte Breakers lediglich eine Echtzeitumgebung, indem unabhängig von Eingaben des Spielers die Atmosphäre beschreibender Text ausgegeben wurde, ohne dass dadurch die Handlung fortschritt.

## Produktionsnotizen
Synapse Software, früher ein eigenständiger Spieleentwickler, war nach finanziellen Schwierigkeiten seit 1984 nur noch ein Studio von Brøderbund. Die Textadventures von Synapse wurden seitens des Publishers als „electronic novel“ (deutsch etwa: digitaler Roman) vermarktet, um sich von den technisch oft einfach gestrickten Textadventures der frühen 1980er-Jahre abzugrenzen und eine Nähe zu den hochwertigen Produkten der Firma Infocom herzustellen. Brøderbund sprang dabei auf einen kurzlebigen Trend namens „Bookware“ auf, die Synthese aus analogen Büchern und Computerspielen, die 1979 postuliert worden war und zwischen 1984 und 1986 zahlreiche Textadventures mit literarischen Bezügen wie Amnesia, Dragonriders of Pern, The Hitchhiker’s Guide to the Galaxy, The Saga of Erik the Viking oder eben die vorherigen Spiele von Synapse hervorbrachte. 1986 war der Trend bereits abgeflaut, so dass Brøderbund den Begriff „electronic novel“ bei der Vermarktung von Breakers nicht mehr herausstellte. Der Titel unterschied sich von seinen Vorgängern dadurch, dass er nicht auf dem Werk eines bekannten Autoren basierte, sondern von Autor Rodney Smith neu geschrieben wurde. Smith, ein Bekannter mehrerer Synapse-Mitarbeiter, schrieb eine 40-seitige Novelle zum Spiel, die der Spielverpackung in gedruckter Form beilag. Die Novelle diente der Immersion in die Spielwelt, stellte aber auch den Kopierschutz des Spiels dar, indem zu Beginn ein Wort aus der Novelle abgefragt wurde. Die Illustrationen des Spielhandbuchs stammten vom Comiczeichner Frank Cirocco.
Das Medienecho auf das Spiel war gering, die Verkaufszahlen waren enttäuschend. Synapse hatte parallel an einer weiteren „electronic novel“ gearbeitet, dem Samurai-Adventure Ronin. Ende 1986 wurde dieses fertiggestellt, zwei weitere Textadventures waren in Arbeit. Publisher Brøderbund hatte aber nach Breakers kein Interesse mehr am „Bookware“-Genre. Ronin blieb ebenso wie die beiden anderen Spiele unveröffentlicht, und das Studio Synapse Software wurde von Eigner Brøderbund geschlossen.

## Rezeption
Das US-amerikanische Computerspielemagazin Computist konstatierte, dass Breakers mit seinem „labyrinthartigen“ Plot einen schwierigen Einstieg biete, dann aber durch den gelungenen Parser, kommunikative NPCs und einen im Vergleich zu den Vorgängerspielen leichteren Schreibstil Vergnügen bereite. Das Magazin vergab 7 von 10 Punkten. Das Fachmagazin Questbusters stellte den hohen Schwierigkeitsgrad des Spiels heraus. Es lobte die Story des Spiels, einen gelungenen Mix aus objekt- und kommunikationsbezogenen Rätseln und Smiths eigenständigen, humorvollen Schreibstil. Negativ wurde der Parser angemerkt, der sich im Gegensatz zu den Parsern konkurrierender Firmen nicht von Spiel zu Spiel verbessert habe, sondern zwei Jahre nach seiner Entwicklung immer noch präzise Eingaben erfordere, statt intuitives Spielerverhalten zu analysieren. Lediglich bei der Kommunikation mit NPCs sei der Parser hinreichend intelligent. Redakteur Shay Addams kritisierte die seiner Meinung nach zu häufig auftretende Kopierschutzabfrage als „nervig“. Der Ludohistoriker Jimmy Maher bezeichnet Breakers als das größte, komplexeste und schwierigste der vier „electronic novels“ von Synapse. Er stellte heraus, dass es sowohl für die Literaturgattung Science-Fiction als auch für Textadventures ein ungewöhnliches Szenario sei, eine Geschichte aus der Perspektive eines Außerirdischen erzählt zu bekommen. Maher lobte, das Spiel sei „literarisch ambitioniert“ und verfüge über einen komplexen Plot, und es gelinge Smith gut, den lebhaften Mikrokosmos der Raumstation aus einer ungewöhnlichen Perspektive darzustellen. Er kritisierte aber, dass die Ambition des Spiels, bei den Rätseln einen Fokus auf die Kommunikation mit NPCs zu legen, am hierfür nicht geeigneten Parser scheitere. Neil Randall, Englischprofessor an der University of Waterloo und Leiter des dortigen Games Institute, analysierte Breakers auf seinen literarischen Gehalt hin und sah in der Einleitung des Spiels eine „anspielungsreiche, zum Nachdenken anregende (...) Einladung zur Science-Fiction-Mythenbildung“, die dem Spieler nicht wie in anderen Spielen eine Kette von Rätseln vorsetze, die ihn auf Dauer frustrierten, sondern Rituale beschreibe, die die Grundfeste des Science-Fiction-Genres bildeten und den Spieler einen immersiven Einblick in die Mythen eines fiktiven Volkes verschafften. Graham Nelson, Erfinder der Interactive-Fiction-Programmiersprache Inform, bezeichnete Breakers als eine „Geschichte über Indenturarbeit“, deren Technik der Kommunikation mit NPCs an Verhöre erinnere.